# Wesley Snipes
Wesley Trent Snipes (Orlando, 31 luglio 1962) è un attore, produttore cinematografico e artista marziale statunitense.

## Biografia
Figlio dell'insegnante Maryann Long e dell'ingegnere Wesley R. Snipes. I suoi genitori divorziarono quando lui aveva l'età di un anno. Nato a Orlando, Wesley cresce a New York, nel quartiere di South Bronx. Qui si iscrive alla High School for performing arts (resa famosa da Fame). Ritornato nella natia Florida, comincia a fare gavetta in produzioni teatrali e televisive fino a quando viene ingaggiato per il suo primo film: Una bionda per i Wildcats, accanto a Goldie Hawn.
Nel 1987 recita la parte dell'antagonista di Michael Jackson nel video musicale del brano Bad, con la regia di Martin Scorsese. Nel 1993 recita al fianco del protagonista Sylvester Stallone nel film Demolition Man, interpretando il folle e spietato criminale Simon Phoenix. Nello stesso anno lavora con Sean Connery in Sol levante, diretto da Philip Kaufman.
Snipes è esperto in arti marziali, che pratica dall'età di 12 anni; più specificamente è una cintura nera V dan di Karate stile Shotokan, cintura nera III dan di Taekwondo e una cintura nera II dan di Hapkido. Ha praticato anche vari stili di Kung Fu, Capoeira ed Escrima filippina. Grazie alle conoscenze di queste discipline, nella sua carriera si è specializzato soprattutto in film d'azione, ma tra le sue performance annovera anche film più profondi come Jungle Fever per la regia di Spike Lee, e in vari casi recitando in film comici e drammatici.
Nel 1997 ha vinto la Coppa Volpi per la migliore interpretazione maschile in Complice la notte alla mostra del cinema di Venezia. Dalla fine degli anni novanta si dedica (accanto ad altri film) alla trilogia che lo ha fatto esplodere a livello mondiale e tratta dall'omonimo personaggio della Marvel Comics e composto da tre film (Blade, Blade II e Blade: Trinity) di cui è anche produttore; in questi tre film sfrutta molte scene d'azione per mostrare la sua passione per le arti marziali.
Nel 2024, Wesley Snipes è tornato a interpretare il ruolo di Blade, a vent'anni dall'ultima volta, nel film dei Marvel Studios e del Marvel Cinematic Universe Deadpool & Wolverine. Il film ha integrato il personaggio di Blade nell'MCU e lo ha riunito con Ryan Reynolds (l'ex co-protagonista di Blade: Trinity). È stato proprio Reynolds a contattare Snipes per proporgli di unirsi al progetto, e l'attore ha dovuto mantenere il suo coinvolgimento segreto persino alla famiglia. La sua sorprendente ricomparsa nel film ha suscitato reazioni entusiaste da parte del pubblico. Dopo l'uscita del film, Snipes ha ricevuto due Guinness dei primati: uno per la carriera più lunga come interprete di un personaggio della Marvel in live-action, superando Hugh Jackman nel ruolo di Wolverine (il co-protagonista di Deadpool & Wolverine), e l'altro per il più lungo intervallo di tempo tra due apparizioni dello stesso personaggio in film della Marvel.

## Vita privata
Si è sposato per la prima volta nel 1985 con April Dubois, dalla quale ha avuto un figlio, Jelani, nato nel 1988. Ha divorziato nel 1990.
Nel 2003 si è sposato con la pittrice coreana Nakyung (Nikky) Park, dalla quale ha avuto quattro figli: tre maschi, Alaafia Jehu-T, Akhenaten Kihwa-T, Alimayu Moa-T e una femmina, Iset Jua-T.

## Procedimenti giudiziari
Nel 2008 è stato condannato a tre anni di carcere da un giudice federale della Florida per non avere pagato le tasse nel periodo tra il 1999 e il 2001.
A seguito di questa condanna, il 9 dicembre 2010 l'attore è stato trasferito nel carcere di McKean a Bradford, in Pennsylvania. Il 9 aprile 2013 è uscito dal carcere per scontare il resto della pena agli arresti domiciliari. È tornato libero il 19 luglio 2013.

## Filmografia

### Cinema
- Una bionda per i Wildcats (Wildcats), regia di Michael Ritchie (1986)
- Fuori i secondi (Streets of Gold), regia di Joe Roth (1986)
- Prognosi riservata (Critical Condition), regia di Michael Apted (1987)
- Major League - La squadra più scassata della lega (Major League), regia di David S. Ward (1989)
- King of New York, regia di Abel Ferrara (1990)
- Mo' Better Blues, regia di Spike Lee (1990)
- New Jack City, regia di Mario Van Peebles (1991)
- Jungle Fever, regia di Spike Lee (1991)
- Vita di cristallo (The Waterdance), regia di Neal Jimenez e Michael Steinberg (1992)
- Chi non salta bianco è (White Men Can't Jump), regia di Ron Shelton (1992)
- Passenger 57 - Terrore ad alta quota (Passenger 57), regia di Kevin Hooks (1992)
- Limite estremo (Boiling Point), regia di Gerald Petievich (1993)
- Sol levante (Sun rising), regia di Philip Kaufman (1993)
- Scacco al re nero (Sugar Hill), regia di Leon Ichaso (1993)
- Demolition Man, regia di Marco Brambilla (1993)
- Omicidio nel vuoto (Drop Zone), regia di John Badham (1994)
- A Wong Foo, grazie di tutto! Julie Newmar (To Wong Foo Thanks for Everything, Julie Newmar), regia di Beeban Kidron (1995)
- Money Train, regia di Joseph Ruben (1995)
- Donne - Waiting to Exhale (Waiting to Exhale), regia di Forest Whitaker (1995)
- The Fan - Il mito (The Fan), regia di Tony Scott (1996)
- Murder at 1600 - Delitto alla Casa Bianca (Murder at 1600), regia di Dwight H. Little (1997)
- Complice la notte (One Night Stand), regia di Mike Figgis (1997)
- U.S. Marshals - Caccia senza tregua (U.S Marshals), regia di Stuart Baird (1998)
- Down in the Delta, regia di Maya Angelou (1998)
- Blade, regia di Stephen Norrington (1998) – Eric Brooks / Blade
- Incontriamoci a Las Vegas (Play It to the Bone), regia di Ron Shelton (2000) - cameo
- L'arte della guerra (The Art of War), regia di Christian Duguay (2000)
- Liberty Stands Still, regia di Kari Skogland (2000)
- Time X - Fuori tempo massimo (ZigZag), regia di David S. Goyer (2002)
- Blade II, regia di Guillermo del Toro (2002) – Eric Brooks / Blade
- Undisputed, regia di Walter Hill (2002)
- Nine Lives (Unstoppable), regia di David Carson (2004)
- Blade: Trinity, regia di David S. Goyer (2004) – Eric Brooks / Blade
- 7 Seconds, regia di Simon Fellows (2005)
- Nuclear Target (The Marksman), regia di Marcus Adams (2005)
- Caos (Chaos), regia di Tony Giglio (2005)
- Detonator - Gioco mortale (The Detonator), regia di Po-Chih Leong (2006)
- Hard Luck - Uno strano scherzo del destino (Hard Luck), regia di Mario Van Peebles (2006)
- The Contractor - Rischio supremo (The Contractor), regia di Josef Rusnak (2007)
- L'arte della guerra 2 (The Art of War II: Betrayal), regia di Josef Rusnak (2008)
- Brooklyn's Finest, regia di Antoine Fuqua (2009)
- Game of Death, regia di Giorgio Serafini (2010)
- Gallowwalkers, regia di Andrew Goth (2012)
- I mercenari 3 (The Expendables 3), regia di Patrick Hughes (2014)
- Chi-Raq, regia di Spike Lee (2015)
- The Recall, regia di Mauro Borrelli (2017)
- Armed Response, regia di John Stockwell (2017)
- Dolemite Is My Name, regia di Craig Brewer (2019)
- Acque buie (Cut Throat City), regia di RZA (2020)
- Il principe cerca figlio (Coming 2 America), regia di Craig Brewer (2021)
- Deadpool & Wolverine, regia di Shawn Levy (2024) – Eric Brooks / Blade

### Televisione
- La valle dei pini (All My Children) – serie TV, 1 episodio (1984)
- Miami Vice – serie TV, episodio 3x10 (1986)
- Vietnam War Story II – serie TV, episodio 1x04 (1988)
- Un uomo chiamato Falco (A Man Called Hawk) – serie TV, 2 episodi (1989)
- H.E.L.P. – serie TV, 6 episodi (1990)
- America's Dream, regia di Paris Barclay e Bill Duke – film TV (1996)
- Future Sport (Futuresport), regia di Ernest Dickerson – film TV (1998)
- L'amore prima di tutto (Disappearing Acts), regia di Gina Prince-Bythewood – film TV (2000)
- The Player – serie TV, 9 episodi (2015)
- What We Do in the Shadows – serie TV, episodio 1x07 (2019)
- True Story, regia di Stephen Williams e Hanelle M. Culpepper – miniserie TV (2021)

## Riconoscimenti
- Blockbuster Entertainment Awards
  - 1999 – Candidatura alla miglior coppia in un film d'azione/di avventura (condiviso con Tommy Lee Jones) per U.S. Marshals - Caccia senza tregua

## Doppiatori italiani
Nelle versioni in italiano delle opere in cui ha recitato, Wesley Snipes è stato doppiato da:
- Francesco Pannofino in Vita di cristallo, The Fan - Il Mito, Complice la notte, U.S. Marshals - Caccia senza tregua, Blade, Future Sport, Blade II, Blade: Trinity, 7 Seconds, Nuclear Target, Caos, Detonator - Gioco mortale, The Contractor - Rischio supremo, L'arte della guerra 2, Deadpool & Wolverine
- Roberto Pedicini in New Jack City, Passenger 57 - Terrore ad alta quota, Murder at 1600 - Delitto alla Casa Bianca, Acque buie, Il principe cerca figlio, True Story, Back on the Strip
- Tonino Accolla in Major League - La squadra più scassata della lega, Chi non salta bianco è, Omicidio nel vuoto, Donne - Waiting to Exhale
- Pino Insegno ne I mercenari 3, The Player, Dolemite Is My Name
- Stefano Mondini in America's Dream, Undisputed, Nine Lives
- Roberto Draghetti in The Recall, Armed Response, What We Do in the Shadows
- Alessandro Rossi in Mo' Better Blues, Sol levante
- Massimo Lodolo in Jungle Fever, Brooklyn's Finest
- Massimo Rossi in Una bionda per i Wildcats
- Eugenio Marinelli in King of New York
- Oreste Baldini in Scacco al re nero
- Marco Mete in Demolition Man
- Sergio Rubini in A Wong Foo, grazie di tutto! Julie Newmar
- Massimo Corvo in Money Train
- Luca Ward in Liberty Stands Still
- Fabrizio Pucci in L'arte della guerra
- Roberto Gammino in Time X - Fuori tempo massimo
- Massimo De Ambrosis in Hard Luck - Uno strano scherzo del destino
- Francesco Prando in Game of Death
- Germano Basile in Time X - Fuori tempo massimo (ridoppiaggio)